# Orangerie Neukölln

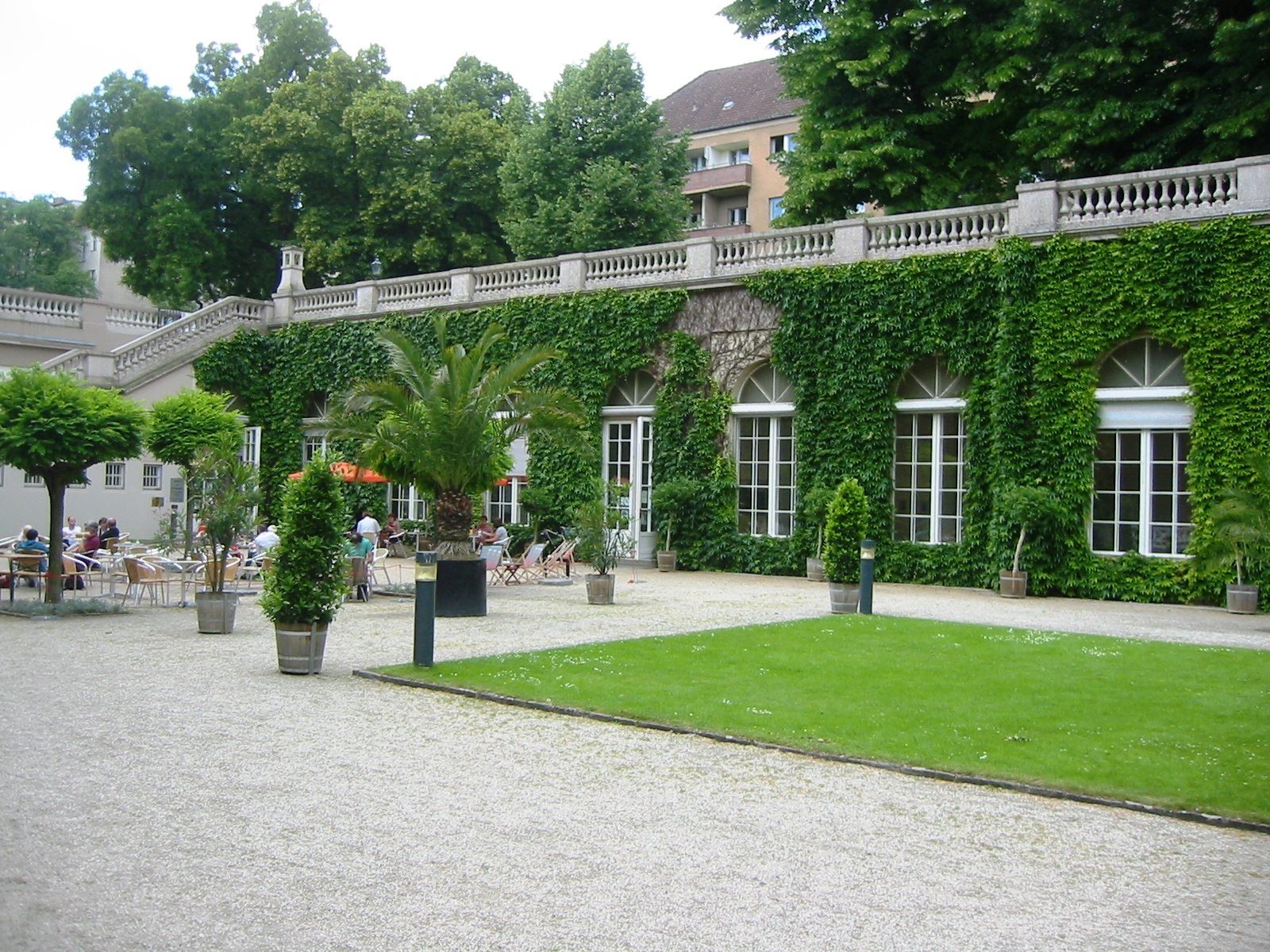
Berlin-Neukölln Körnerpark Orangerie

Die Orangerie Neukölln ist eine Orangerie im Berliner Ortsteil Neukölln des gleichnamigen Bezirks.

## Beschreibung
Die von Reinhold Kiehl entworfene Orangerie ist Teil des Gartendenkmals Körnerpark und gilt als Schmuckstück des Parkes. Sie wird im Dehio-Handbuch geführt.
Die neobarocke Orangerie mit ihren großen Arkadenfenstern ist ein idealer Ort für künstlerische Experimente, die den Besuchenden neue Erfahrungsräume eröffnen. In dem lang gestreckten Bau entfaltet sich die Kunst raumgreifend und reicht zuweilen bis unter die sechs Meter hohe Decke.

## Heutige Nutzung
Die Galerie im Gebäude der Orangerie ist eine Einrichtung des Bezirksamtes Neukölln und wurde 1983 eröffnet. Seit 1983 befindet sich dort die erste kommunale Galerie in Neukölln, die Galerie im Körnerpark, mit angeschlossenem Café. Die dortige Außenterrasse wird in zahlreichen Reiseführern als besonders sehenswert geschildert.